# Acronicta brunnior
Acronicta brunnior là một loài bướm đêm trong họ Noctuidae.